# Антолинес, Хосе
Хосе́ Антоли́нес (Клаудио Хосе Висенте Антолинес исп. José Antolínez / Claudio José Vicente Antolínez; 1635, Мадрид — 30 мая 1675, Мадрид) — испанский художник третьей четверти XVII столетия. Один из наиболее значительных живописцев мадридской школы эпохи Золотого века испанской живописи, создавший ряд масштабных произведений религиозного содержания.
Творческое наследие этого трудолюбивого художника, несмотря на краткость его жизненного пути, сохранилось в значительном объёме, и представлено не только религиозными, но и светскими сюжетами. Замечательный колорист, он использовал своё индивидуальное ви́дение цвета, разрабатывая пути, проложенные Тицианом, Рубенсом и Веронезе.

## Биография
Хосе Клаудио Висенте Антолинес родился в 1635 году в Мадриде, в семье столяра, мастера по изготовлению комодов, Хуана Антолина и его жены Аны де Сарабии (de Sarabia).
При крещении (состоявшемся 7 ноября 1635 в церкви святых детей-христиан Хусто и Пастора Мадридa), мальчик получил имя Клаудио Хосе Висенте.
Его обучение в качестве художника началось в скромной мастерской художника Гонсалеса де Бенавидеса (Julián González de Benavides). Вскоре, согласно письменному свидетельству Антонио Паломино, юноша поступает в мастерскую Франсиско Риси в Мадриде, где он стал быстро продвигаться в освоении ремесла живописца, сделался лидером многочисленных учеников Риси, и скоро нажил себе врагов.
Известный в первую очередь крупными полотнами на религиозный сюжет (особенно многочисленны у него версии Непорочного зачатия), Антолинес в равной мере владел всеми жанрами, включая и портрет, и пасторальный пейзаж с фигурами, и интерьер, соединённый с жанровыми сценками (так называемый бодегон со множеством разномастной посуды в духе «завтраков» раннего Веласкеса).
Хосе Гарсия Идальго в сочинении «Принципы изучения благородного и королевского искусства живописи», назвал «вторым Тицианом в пейзажах и портретах». В свою очередь, и русский художник и историк искусства, А. Бенуа, отмечает влияние на живопись Антолинеса венецианцев: Веронезе и Тициана:

У Антолинеса словно проложено волшебно мерцающее через слои краски золото, и эта особенность свойственна лишь самым чутким колористам.— Александр Бенуа, «История живописи»
Жанровая сцена «Бедный художник, или Продавец картин» из Мюнхенской Пинакотеки представляет собой редкого достоинства и психологической выразительности интерпретацию картины Агостино Карраччи с таким же названием.
Умер в Мадриде 30 мая 1675 года, в возрасте 40 лет.